# 돌아갈 수 없는 내일
〈돌아갈 수 없는 내일〉(戻れない明日 모도레나이아시타[*])는 일본 여성 가수 aiko(아이코)의 통산 26번째 싱글로, 2010년 2월 3일에 발매되었다.

## 설명
전 싱글 《milk/嘆きのキス》이후 1년 만의 싱글이다.
1칸노 미호 주연의 니혼TV계 새 연속 드라마 「꺾이지 않는 여자(曲げられない女)」주제가로 사용되었으며, 첫 주에 58,435장의 판매고를 올리며 오리콘 싱글 위클리 차트 1위를 기록하였다. 아이코의 오리콘 싱글 위클리 차트 1위 기록은 데뷔이래 두 번째이다. (첫 번째 오리콘 싱글 차트 1위는 전 싱글 《milk/嘆きのキス》이다.)

## 수록곡
1. 戻れない明日
니혼TV계 드라마 꺾이지 않는 여자 주제가.
2. Do you think about me?
아이코의 인디즈 시절 발매 앨범 astral box의 수록곡인 'DO YOU THINK ABOUT ME?'를 새롭게 편곡, 재녹음 하여 수록하였다.
3. キスが巡る
4. 戻れない明日 (instrumental)

- 전곡 작사・작곡：아이코 / 편곡：시마다 아키노리